# Lajatico
Lajatico es un pueblo italiano situado en la Toscana, en la provincia de Pisa cerca de la ciudad Volterra. En el año 2006 tenía cerca de 1370 habitantes.  Abarca 72 km² y está situado a 205 metros sobre el mar.

## Historia y Economía
Anteriormente se denominaba Lajatico Ajatico de Centrum, Ajatico y Lajatici. Desde 1776 Lajatico es un pueblo independiente. En el siglo siguiente se fundó el primer banco, Banca Popolare di Lajatico. 
La mayoría de la población de Lajatico vive de la agricultura, sobre todo vino y aceite. 

## Lugares de interés
El tenor Andrea Bocelli nació en esta localidad en 1958. En 2006, se abrió el Teatro del Silenzio un anfiteatro al aire libre, Bocelli contribuyó en gran medida en la financiación del proyecto. El anfiteatro acoge un concierto de Bocelli, su presidente honorario, una vez cada mes de julio, mientras que el resto del año permanece en silencio. 

## Evolución demográfica
| Gráfica de evolución demográfica de Lajatico entre 1861 y 2001 |
|                                                                |
| Fuente ISTAT - elaboración gráfica de Wikipedia                |